# Carpe ventum
Carpe ventum (lat. využij větru) je slovní hrátka připomínající rčení Carpe diem (lat. využij dne). To bylo v antickém Římě užíváno jako heslo při návalech lenosti. Carpe ventum se skládá ze slovesa carpe - využívat a substantiva ventum (ventus = vítr). 
Dalo by se interpretovat následovně: Ne vždy vane vítr příznivým směrem, ale stačí nastavit plachty, aby opět šlo dosáhnout cíle.